# Иран на зимних Олимпийских играх 2002
Иран принимал участие в Зимних Олимпийских играх 2002 года в Солт-Лейк-Сити (США) в седьмой раз за свою историю, но не завоевал ни одной медали.

## Состав сборной
Сборная Ирана состояла их двух спортсменов. 22-летний горнолыжник Багер Калхор участвовал в соревнованиях по слалому, а 27-летний лыжник Сейед Мустафа Мирхашеми принял участие в гонке преследования на 20 км.

## Результаты

### Горнолыжный спорт
Соревнования по слалому прошли 23 февраля на участке «Know You Don’t», высота: 214 метров. Стартовали 77 спортсменов, финишировали 33.
| Спортсмен    | Соревнование | 1 спуск        | 2 спуск | Итог | Место |
| ------------ | ------------ | -------------- | ------- | ---- | ----- |
| Багер Калхор | Слалом       | не финишировал | —       | —    | —     |

### Лыжные гонки
14 февраля — гонка на дистанции 20 км (10 км классическим стилем + 10 км свободным стилем), иначе называется «гонка преследования». Место проведения — лыжный центр Soldier Hollow, расположенный в 70 с лишним километрах от Солт-Лейк-Сити. Характеризуется отсутствием растительности, «голым» видом и скоростными трассами.
Гонка на 10 км классическим стилем + 10 км свободным стилем, гонка преследования — с раздельного старта спортсмены преодолевают 10 км классическим стилем, а спустя несколько часов стартуют в преследовании как таковом на 10 км свободным стилем через интервалы отставания на классике и в порядке мест, занятых на классике.
| Спортсмен               | Соревнование                | 10 км классика | 10 км классика | 10 км свободным | 10 км свободным | 10 км свободным |               |
| Спортсмен               | Соревнование                | Время          | Место          | Время           | Итог            | Место           |               |
| ----------------------- | --------------------------- | -------------- | -------------- | --------------- | --------------- | --------------- | ------------- |
| Сейед Мустафа Мирхашеми | 20 км (гонка преследования) | 34:42.7        | 79             | не участвовал   | не участвовал   | не участвовал   | не участвовал |